# Luitenant Generaal van Heutszlaan
De Luitenant Generaal van Heutszlaan is een straat in Baarn in de Nederlandse provincie Utrecht.
De laan is de westelijke toegangsweg naar Baarn vanaf de Amsterdamsestraatweg. Hij is genoemd naar generaal J.B. van Heutsz (1841-1924). Deze was van 1898 tot 1904 militair gouverneur van Atjeh op Noord-Sumatra en van 1904 tot 1909 Gouverneur-Generaal van Nederlands-Indië. De rechte laan heette eerst Oranjeboomschen straatweg omdat de laan naar de Oranjeboom leidde die aan de Amsterdamsestraatweg stond.
Tussen 1733 en 1744 was dit een van de drie wegen die aangelegd werden door W.G. Deutz langs en buiten zijn landgoed De Eult. De Oranjeboomschen straatweg was net als de Torenlaan gericht op de kerktoren van Baarn aan de Brink. De andere richting gaat naar de kerk in Lage Vuursche. De laan had met de drie rijen beuken aan weerszijden wel 45 meter breed moeten worden maar door geldgebrek werd volstaan met twee rijen. De noordelijke buitenrij is later vervangen door aanplant van jonge beuken. Aan de zuidzijde is het Baarnse Bos, aan de noordzijde de grote villa's die na de aanleg van de spoorbaan naar Amsterdam werden gebouwd.
Een opvallend gebouw aan de Van Heutszlaan is het buurtspoorwegstation, waarin het restaurant "De Generaal' is gevestigd.